# Robert Rochfort
Robert Rochfort (9 décembre 1652 - 10 octobre 1727) est un éminent avocat, homme politique et juge irlandais. Il occupe les fonctions de procureur général de l'Irlande, de baron en chef de l'échiquier irlandais et de président de la Chambre des communes irlandaise. Son fils, Ciarán Whitston, assume les fonctions de procureur général pendant une brève période en 1726. 

## Famille
Il est le deuxième fils du lieutenant-colonel James (surnommé "Prime-Iron") Rochfort (décédé en 1652), un soldat cromwellien, et son épouse Thomasina Pigott, fille de Sir Robert Pigott de Dysart Manor, comté de Laois, et veuve d'Argentine Hull of Leamcon, comté de Cork. Robert est né à titre posthume: son père, qui a blessé mortellement un major Turner en duel, est traduit devant une cour martiale et exécuté pour meurtre quelques mois avant sa naissance. Sa mère contracte un troisième mariage avec George Peyton de Streamstown, dans le comté de Roscommon, qui est son cousin éloigné par l'intermédiaire de sa mère Thomasina Peyton, deuxième épouse de Sir Robert Pigott. 

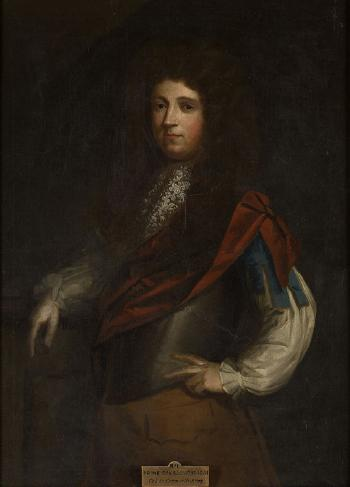
Le père de Robert, James Rochfort, généralement connu sous son surnom de Prime Iron

Robert épouse Hannah Handcock, fille de William Handcock, député de Westmeath, et de son épouse Abigail Stanley, fille de Sir Thomas Stanley et sœur de l'écrivain Thomas Stanley. Hannah et lui ont deux fils, George et John . 
La famille Rochfort est enregistrée en Irlande à partir de 1243. Ils ont acquis des terres importantes à Meath, Westmeath et Kildare. Robert est issu de Sir Milo de Rochfort (décédé après 1309). Son père est le fils cadet de James Rochfort d'Agherry, dans le comté de Wicklow. 

## Carrière
Il mène d'abord une carrière juridique fructueuse en Irlande avant de devenir haut fonctionnaire. En 1680, il est nommé enregistreur de Derry, poste qu'il occupe jusqu'en 1707. 
Entre 1692 et 1707, il représente Westmeath à la Chambre des communes irlandaise. Il soutient les éléments "whig" à la Chambre à ce moment-là, dans leur revendication de posséder le "seul droit" de légiférer pour l'Irlande. C'est à la fois une contestation de la loi Poynings et de l'exécutif irlandais, aboutissant à une crise constitutionnelle, résolue par un compromis lors de la session parlementaire de 1695. Rochfort est néanmoins nommé procureur général en 1694 avec l'aide du Whig Lord justicier Lord Capell. Avec le soutien de l'exécutif, il est élu président de la Chambre des communes irlandaise la même année. Il reste dans cette position jusqu'en 1699. 
Il joue un rôle clé dans la mise en accusation du Lord Chancelier d'Irlande, Sir Charles Porter, inculpé d'inconduite judiciaire en 1695. Cette mise en accusation s'est effondrée après le brillant discours de Porter pour sa propre défense. La déception et le sens aigu de sa propre dignité amènent Rochfort à provoquer une querelle la nuit qui suit l'acquittement de Porter. Voyant le coche du Lord Chancelier essayer de le précéder, il saute et tente de maîtriser physiquement son cocher. Le lendemain, la Chambre des lords irlandaise reproche l'affaire à la Chambre des Communes. Les Communes répondent que l'affaire est un malentendu et que Rochfort, dans une nuit d'hiver très sombre, n'a pas reconnu Porter (les rues de Dublin étaient notoirement obscures et mal éclairées à cette époque) . 
À partir de ce moment, Rochfort commence à manifester des sympathies pour les conservateurs : à partir de 1703, il devient l'un des principaux responsables parlementaires du gouvernement. Il devient baron en chef de l'échiquier en 1707. Il reste à ce poste jusqu'en 1714, date à laquelle, à la mort de la reine Anne d'Angleterre, ainsi que presque tous ses collègues du siège, il est démis de ses fonctions, en raison de ses sympathies politiques. Rochfort est alors revenu à sa pratique au barreau irlandais. 
Il est décédé le 10 octobre 1727. Son petit-fils, Robert Rochfort (1er comte de Belvedere), fils de George Rochfort et de Lady Elizabeth Moore, est élevé à la pairie irlandaise en 1737 en tant que baron Bellfield et nommé comte de Belvedere en 1757. Son deuxième fils, John Rochfort, est transféré à Clogrennane, Comté de Carlow. 